# Jakob Helsing
Jakob Jönsson Helsing, född omkring 1690, död 1733 i Danmark, var en kringresande romsk borgare, hästhandlare och soldat. Han förekommer som informant i Samuel P Björkmans De Cingaris i Uppsala 1730, vilken är den första akademiska avhandlingen om romer och romani skriven i Sverige. Han omnämns även i Zigenarna och deras avkomlingar i Sverige (1944) av Allan Etzler.

## Biografi
Det är okänt var Helsing föddes, han anger olika födelseplatser under sitt liv, däribland Helsingborg och Bollnäs. Han tillhörde resandefolket och antogs som borgare i Karlshamn 1715 där han skulle handla med tobak och hästar. Han misskötte sig dock som borgare och bara något år senare efterlystes han för att han inte betalat skatt till staden. I efterlysningen beskrivs han vara av längre kroppslängd och ha ett mörkt utseende med svart hår och ”brunacktig i ansicktet". Vid ett annat tillfälle beskrivs han även bära stora mustascher och ha ett "brunette trinlagt ansikte". Helsing deporterades till Norge 1728 för att han var "zigenare", men återkom till Sverige i november samma år. Helsing antogs senare som grenadjär vid Svea livgarde i december 1728. Enligt avskedspass hade han tidigare tjänstgjort inom det militära i Danmark. 
När han satt frihetsberövad vid Uppsala slott besöktes han av Uppsalastudenten Samuel P Björkman som fått i uppdrag av professorn Anders Grönwall att skriva en avhandling om "zigenarnas" historia och språk. Helsing blev Björkmans informant gällande ord på romani, vilket i arbetet redovisas i glosor och är ett av de tidigaste beläggen för språket i Norden. Helsing blev senare samma år deporterad till Pommern med sin familj. Han återfinns senare i Danmark där han åtalades för mord på tre personer. För detta dömdes han till döden, vilket verkställdes i Nyborg i augusti 1733.